# 고창군
고창군(高敞郡)은 대한민국 전북특별자치도 서남부에 있는 군이다. 군청 소재지는 고창읍이고, 행정구역은 1읍 13면이다.

## 지리
고창군은 전북특별자치도의 서남단에 위치한다. 서북쪽은 황해와 접하며, 동남쪽으로는 노령산맥이 이어지면서 전라남도와 도계를 이루고 있다. 전체적으로 구릉지가 넓고 충적지가 좁다. 군의 북부에는 선운산 도립공원이 위치해 있다. 동경은 126도 26분으로부터 126도 46분에 이르고, 북위는 35도 18분으로부터 35도 34분이며 고창군의 길이는 동서로 31km, 남북으로 31.5km이다. 동북쪽으로 정읍시, 북쪽으로 부안군, 동남쪽으로 전라남도 장성군, 남쪽으로 영광군과 인접한다. 서북부 일대는 황해에 접하고 있다.

### 기후
고창군의 평균 기온은 14.3도, 강수량은 1,003.6mm로 강수량이 적은 지역이다. 평균 최고 기온은 18.8도이며, 평균 최저 기온은 8.01도이다.

## 행정 구역
고창군의 행정 구역은 1읍 13면으로 구성되어 있다. 고창군의 면적은 607.72km2이다. 2013년 12월 31일 기준 주민등록 인구는 28,414세대 60,522명이고, 그 중 36.6%가 고창읍에 거주한다. 과거에는 195,603명의 인구 최고치를 기록하기도 하였다.
| 읍·면  | 한자   | 세대   | 인구   | 면적   |
| ------ | ------ | ------ | ------ | ------ |
| 고창읍 | 高敞邑 | 8,697  | 22,164 | 42.50  |
| 고수면 | 古水面 | 1,271  | 2,494  | 45.58  |
| 아산면 | 雅山面 | 1,601  | 3,054  | 74.73  |
| 무장면 | 茂長面 | 1,700  | 3,352  | 43.78  |
| 공음면 | 孔音面 | 1,474  | 2,922  | 50.06  |
| 상하면 | 上下面 | 1,447  | 2,864  | 32.96  |
| 해리면 | 海里面 | 1,650  | 3,171  | 39.53  |
| 성송면 | 星松面 | 1,110  | 2,039  | 36.25  |
| 대산면 | 大山面 | 2,052  | 4,003  | 43.84  |
| 심원면 | 心元面 | 1,379  | 2,889  | 40.07  |
| 흥덕면 | 興德面 | 1,849  | 3,625  | 33.39  |
| 성내면 | 星內面 | 1,185  | 2,242  | 30.84  |
| 신림면 | 新林面 | 1,274  | 2,450  | 40.90  |
| 부안면 | 富安面 | 1,723  | 3,253  | 53.35  |
| 고창군 | 高敞郡 | 26,982 | 60,158 | 607.72 |

| 연도   | 총인구    |  |
| ------ | --------- |  |
| 1966년 | 196,377명 |  |
| 1969년 | 188,789명 |  |
| 1972년 | 180,391명 |  |
| 1975년 | 176,369명 |  |
| 1978년 | 162,805명 |  |
| 1981년 | 144,716명 |  |
| 1984년 | 132,919명 |  |
| 1987년 | 119,042명 |  |
| 1990년 | 101,090명 |  |
| 1993년 | 95,569명  |  |
| 1996년 | 84,941명  |  |
| 1999년 | 78,228명  |  |
| 2002년 | 73,875명  |  |
| 2005년 | 65,050명  |  |
| 2008년 | 60,774명  |  |
| 2011년 | 60,683명  |  |
| 2014년 | 60,204명  |  |
| 2015년 | 59,812명  |  |
| 2016년 | 59,602명  |  |
| 2017년 | 59,806명  |  |
| 2018년 | 59,063명  |  |
| 2019년 | 56,991명  |  |
| 2020년 | 55,604명  |  |
| 2021년 | 54,512명  |  |

## 군청
- 현재 고창군청은 전북특별자치도 고창군 고창읍에 위치하고 있다.

## 자매결연도시
고창군은 자매결연을 맺은 도시나 기관 등은 다음과 같다.
|  | 이름              | 자매결연일   | 비고 |
|  | ----------------- | ------------ | ---- |
|  | 서울특별시 관악구 | 1996. 6. 7.  |      |
|  | 부산광역시 동래구 | 1997. 6. 28. |      |
|  | 경상북도 상주시   | 1999. 9. 2.  |      |
|  | 서울특별시 성북구 | 2003. 2. 13. |      |
|  | 서울특별시 송파구 | 2013. 2. 5.  |      |
|  | 경상북도 고령군   | 2013. 7. 24. |      |
|  | 서울특별시 마포구 | 2018. 11. 9. |      |

|  | 이름                         | 자매결연일    | 비고           |
|  | ---------------------------- | ------------- | -------------- |
|  | 중국 산동성 짜오좡시         | 2005. 10. 24. | 조장시(枣庄市) |
|  | 인도네시아 족자카르타        | 2009. 5. 16.  |                |
|  | 몽골 투아이막 밧솜브리솜     | 2009. 10. 26. |                |
|  | 중화인민공화국 하남성 신양시 | 2010. 3. 30.  |                |
|  | 일본 고치현 시만토정         | 2012. 4. 2.   |                |
|  | 중국 강소성 타이저우시       | 2019. 5. 15.  | 태주시(泰州市) |

|  | 이름          | 자매결연일    | 비고                   |
|  | ------------- | ------------- | ---------------------- |
|  | 서울 강남구   | 2005. 4. 28.  | 행정교류 협약체결 기관 |
|  | 고창함        | 2007. 5. 30.  | 자매결연기관           |
|  | 경기도 안산시 | 2008. 4. 25.  | 행정교류 협약체결 기관 |
|  | 고려안암병원  | 2011. 7. 13.  | 행정교류 협약체결 기관 |
|  | 원광대학교    | 2013. 9. 5.   | 행정교류 협약체결 기관 |
|  | 전남 완도군   | 2013. 10. 30. | 행정교류 협약체결 기관 |

## 역사
| Daedongyeojido (Gyujanggak) 17-05.jpg |
| Daedongyeojido (Gyujanggak) 18-05.jpg |

- 1895년 고창군, 무장군, 흥덕군으로 개칭하였다.
- 1896년 전라남도 고창군·무장군·흥덕군
- 1906년 고창군, 무장군, 흥덕군이 전라북도로 이속되었다.[8]
- 1914년 4월 1일 고창군, 무장군, 흥덕군을 고창군으로 통폐합하였다.[9]

17면 - 고창면, 고수면, 오산면, 아산면, 무장면, 석곡면, 공음면, 상하면, 해리면, 성송면, 대산면, 심원면, 흥덕면, 성내면, 신림면, 벽사면, 부안면
- 1935년 3월 1일 오산면(五山面), 석곡면(石谷面), 벽사면(碧沙面)을 폐지하여 인접 면에 분할 편입하였다.[10]
- 1955년 7월 1일 고창면을 고창읍으로 승격하였다.[11] (1읍 13면)
- 2024년 1월 18일 법률 제19430호로 전라북도 고창군에서 전북특별자치도 고창군으로 개편되었다.

## 같이 보기
- 대한민국의 지리